# Falafel

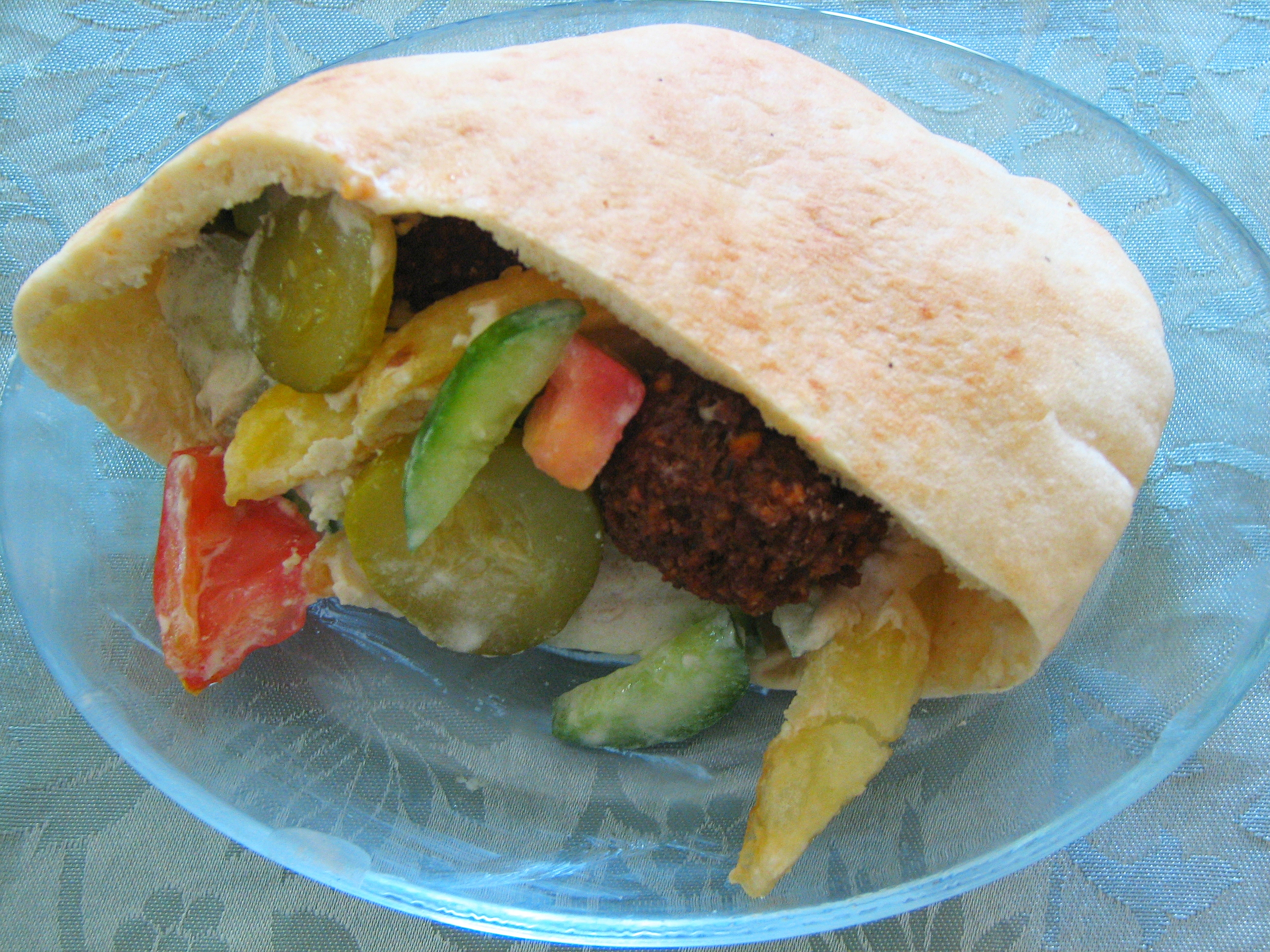
Broodje falafel

Falafel (Arabisch: فلافل) is een gerecht uit de Levant, bestaande uit gefrituurde balletjes van gestampte kikkererwten en/of tuinbonen. Volgens sommigen is het bedacht door Kopten in Egypte om in de vastentijd als vleesvervanger te dienen.
Traditioneel wordt het vooral gegeten in het Midden-Oosten, maar in toenemende mate ook in Westerse landen. Shoarmazaken verkopen het als een vorm van fastfood in een broodje (pitabroodje of Libanees, Arabisch of Turks brood, met salade en saus) of als schotel (meestal met saus, salade en friet). De sauzen die meestal bij falafel geserveerd worden zijn taratorsaus (op basis van tahin), hummus, uiensaus, yoghurtsaus, knoflooksaus of een pittige saus.
Falafel wordt ook wel van gedroogde tuinbonen gemaakt, eventueel met een handvol kikkererwten erdoor. In Egypte gebruikt men vaak alleen bonen. Nadat Israël als land was opgericht werd falafel als nationaal gerecht geadopteerd. Sommige Palestijnen maken bezwaar tegen deze toe-eigening van wat zij zien als hun gerecht.

## Etymologie
Het woord falafel stamt af van het Levantijns Arabische woord فلافل‎ (falāfil), mogelijk van het eerdere *filfal, van het Aramese pilpāl, een klein rond ding, peperkorrel, of het meervoud van peper, فلفل.